# Варпетян, Александр
Александр (Арорди) Варпетян (арм. Ալեքսանդր Վարպետյան, фр. Alexander Varbedian) (род. 11 июня 1943, Марсель) ― армяно-французский учёный-этнограф.

## Биография
Родился 11 июня 1943 года в Марселе (Франция) в семье армянских эмигрантов, которые бежали из города Битлис на востоке Турции. 
В 1948 году родители Александра переехали из Марселя в Армянскую ССР, СССР.
В 1968 году окончил архитектурный факультет Ереванского политехнического института, в 1970 году ― актерский факультет киностудии «Арменфильм». Вернувшись в Марсель в 1975 году, Александр Варпетян продолжил свою профессиональную деятельность в качестве архитектора, этнографа, продюсера, писателя, публициста, в основном арменолога, этнографа.
Варпетян был удостоен национальных и международных наград в указанных сферах.

## Оценка деятельности
Британский армянский продюсер Х. Пиликян назвал его «гениальным армянским послом уровня Шекспира» («Ашхар» - Франция, « Зартонк » - Ливан, 1985). Покойный Ваге Ошакан назвал его «одной из очень немногих творческих, драгоценных и смелых частей армянской истории» ( Асбарез13-20.03 1999, США). Армянский академик Вараздад Арутюнян оценил его как «национальный феномен» (в разделе, посвященном Варпетяну в сборнике «Мои современники»).
Севак Арамазд (Ованнисян) описывает его как «хранителей армянской души, заключенных в темные пещеры, величайших имен небольшой группы« выдающихся мыслителей». 
Тем не менее, с 2002 года въезд ему в Армению строго запрещен: Александр Варпетян был депортирован из Армении в 2002 году указом президента Роберта Кочаряна.

## Публикации
- Лирика Солариус, посвященная судьбе армянского народа (Марсель - 1985, ранее сценарий фильма).
- Арменоведение, кто в конечном итоге арийцы? ( Марсель - 1988, Ереван - 1990).
- Сборник стихов « Вызывание» ( Ереван - 1990).
- Исследовательский сборник « Идентичность» ( Ереван - 1993).
- Теория сущности ( Ереван - 1995).
- Национальное идеологическое исследование «Арьяганк» ( Ереван - 1997).
- Глубокое исследование под названием Genesis-Aya , его magnum opus скрупулезно повествует о 12000-летней истории армянского народа и истоках нынешней человеческой цивилизации в высокогорьях Армении (Ереван - 2000, второе издание: Ереван - 2003).
- Программа тысячелетия Иганк («Нация и новое тысячелетие» - том 1, Ереван - 2002).
- Публичная статья « Национальный кроссворд или кого беспокоит Александра Арорди Варбетяна?» (Ереван - 2003).
- Сборники афоризмов «Надгробие» (Ереван - 2005).
- «Откровение», Ереван - 2006.
- «Развенчивая тайну Дельфийского Ии» (Часть I, Ереван-1993).
- Чего не знал Платон? ( Часть II, Ереван-2011).
- «Загадка 27 октября» (Лос-Анджелес-2013).
- «Пока жив Кащей Бессмертный» ( Лос-Анджелес-2015).
- «И знай дело мое...» (Антология произведений, Ереван-2015)
- «AXIS MUNDI ― Загадка Гобекли Тепе» (на английском и армянском языках, Ереван-2016).